# جک باتلر
جان دنیس باتلر (به انگلیسی: John Dennis Butler) (زادهٔ ۱۴ اوت ۱۸۹۴ - درگذشته ۵ ژانویه ۱۹۶۱) بازیکن فوتبال اهل انگلستان بود که سابقهٔ بازی در تیم ملی فوتبال انگلستان را در کارنامهٔ خود دارد. وی در تاریخ ۸ دسامبر ۱۹۲۴ تنها بازی ملی خود را در مقابل تیم ملی فوتبال بلژیک انجام داد.